# Gao Qi
Gao Qi (高啟T, 高启S, Gāo QǐP), noto anche con lo pseudonimo di Qingqiuzi (青丘子) (1336 – Nanchino, 1374), è stato un poeta e scrittore cinese.
Vissuto nel primo periodo della dinastia Ming, Gao Qi è considerato da molti il più grande dei fondatori della poesia Ming. Tutto il corso della sua vita è stato grandemente influenzato dagli eventi concomitanti la caduta della dinastia Yuan e la salita al potere della dinastia Ming.

## Biografia
Gao Qi è nato e cresciuto sulle rive del fiume Wusong, oggi ribattezzato Suzhou, a nord della città di Suzhou, nella provincia dello Jiangsu. Già in gioventù Gao Qi, il cui nome di cortesia era Jidi (季迪) e che scriveva sotto lo pseudonimo di Qingqiuzi (青丘子), era conosciuto come uno dei "quattro giganti della letteratura" di Suzhou assieme a Zhang Yu (1333-1385), Yang Ji (circa 1334-1383) e Xu Ben (1335-1380). 
Nel 1356, Zhang Shicheng, uno dei leader della rivolta dei Turbanti Rossi, pose sotto assedio e poi conquistò Suzhou, il più importante snodo commerciale dello Jiangnan, eleggendola a capitale del da lui fondato regno di Dazhou e amministrando la città per i successivi dodici anni. Probabilmente per non compromettersi politicamente, Gao Qi decise nel 1358 di condurre una vita da recluso, dedicandosi esclusivamente alla poesia, per poi effettuare, nello stesso anno, un viaggio nei luoghi che corrispondono alle attuali province dello Jiangsu e dello Zhejiang.
Quando Zhu Yaunzhang, il futuro imperatore Hongwu, riuscì a prendere il potere, proclamandosi imperatore a Pechino nel 1368, diversi intellettuali di Suzhou furono presi di mira dalla repressione da lui voluta, ad esempio Yang Ji e Xu Ben furono esiliati per essere stati fedeli a Zhang Shicheng. Gao Qi, invece, fu nominato tra i redattori della Yuan Shi, un'opera in 210 volumi che raccontava la storia della dinastia Yuan. Poco dopo, però, gli fu offerta la carica di ministro della finanze, che egli rifiutò adducendo il motivo di non ritenersi in grado di amministrare le finanze pubbliche. Dopo tale rifiuto, decise quindi di ritirarsi a vita privata, nel villaggio di Puli, a nord di Suzhou, dove si dedicò all'insegnamento, non senza il biasimo del nuovo imperatore, che gli rimproverò il suo scarso spirito di cooperazione.
Quando nel 1374 Wei Guan, il nuovo prefetto di Suzhou, fu accusato di alto tradimento, anche Gao Qi, in quanto simpatizzante di Wei, fu inserito tra la schiera degli imputati. In seguito al processo, Gao Qi fu condannato a morte e la sentenza fu eseguita in una piazza a Nanchino, la nuova capitale, per mezzo del taglio della vita. L'esecuzione fu portata avanti in maniera piuttosto cruenta, con Gao Qi che venne tagliato in ben otto parti, forse proprio per volere dell'imperatore, il quale era stato ultimamente soggetto degli scritti satirici a tema politico del poeta.

## Opera
In virtù della sua poesia potentemente originale, Gao Qi è da molti considerato il più grande poeta delle dinastie Yuan e Ming. La sua opera si pone nel solco tracciato da altri poeti come Yang Weizhen (1296-1370), essendo caratterizzata da uno spirito fantastico elevato a un livello superiore dal talento del poeta. Nella sua carriera, Gao Qi ha sperimentato diversi generi poetici come lo yue fu, lo shi, il ci e il qu.